# ألكسندر برادشو
ألكسندر برادشو (بالإنجليزية: Alexander Bradshaw) هو فيزيائي بريطاني، ولد في 12 يوليو 1944 في بوشي ‏ في المملكة المتحدة.